# 日吉廃寺跡
日吉廃寺跡（ひよしはいじあと）は、静岡県沼津市に位置する古代寺院跡の遺跡。所在地は同市大岡・日吉・長者町・伝馬町・富士見町に及んでいる。

## 概要
白鳳期の創建と推定される。調査が行われた区域は当時の伽藍の一つであり、寺院は数度建て直したと思われるが、往時には東西約110メートル、南北約220メートルに及ぶ境内をもち、講堂・金堂・五重塔・中門・回廊・南大門・僧房を構える大寺院であったとみられる。塔は、心礎の様式から奈良時代後半以降のものとみられ、最後に建て直されたものとされる。国分寺であるとの言い伝えもある。場所は沼津駅から東に徒歩15分。山神社と同じ場所にある。

### 名称
日吉廃寺跡という遺跡の名称は所在地の地名から採られている。これは、当時の寺院名はつまびらかになっていないためである。江戸時代の文献には仏名寺との表記がみられる。1958年発行の沼津市誌下巻では大岡廃寺址の名で載っている。

## 研究史
この遺跡の発掘調査は、当地を東海道本線の新ルート建設により、1917年（大正6年）に開始されたのが始まりである。計画線が塔跡礎石群の北西部を斜めに横切ることが判明したからである。当時の調査は柴田常恵・三島通良らによって実施され、礎石群の確認と保存がなされた。調査の結果、塔心礎を含む17個の礎石が完全な状態で発見されたが、前述の通り線路敷にかかっていたため、遺跡北西部にあたる9個の礎石と塔心礎が位置関係を保存したまま平行移動された。
本格的な学術調査はまず、1959年（昭和34年）に軽部慈恩ら日本大学考古学研究室が行った。この発掘調査は、沼津市教育委員会や石田茂作らの協力により開始されたものの、次第に軽部の手弁当による調査へと変わっていったという。当時、宅地化していく中で5次に及ぶ調査が行われた。
この調査結果の公表は、1966年（昭和41年）に行われているが、柴垣勇夫(2002)は概報にとどまり、調査の詳細は不明であるとし、沼津市教育委員会(2019)は重要遺構の概要が報告されたとしている。
続いて、1970年（昭和45年）に沼津市が塔跡部分について史跡指定し、整備事業に伴う確認調査が沼津市教育委員会により行われた。この調査では前回調査によるものとみられる土層の攪乱により、目立った結果を残さなかった。調査ののち、史跡は整備され、塔跡礎石の復元が行われた。

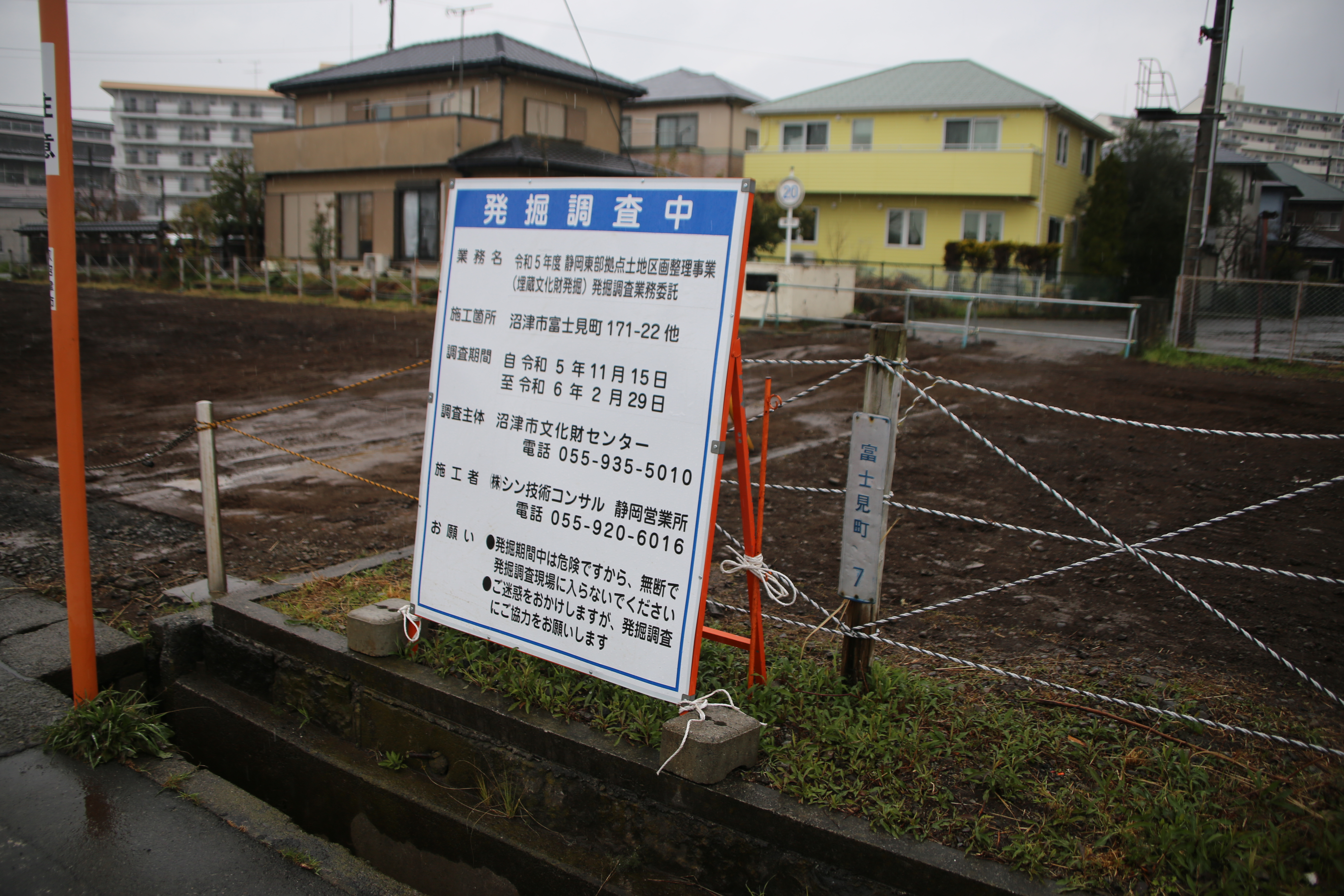
区画整理事業に伴う発掘調査現場（2024年3月、沼津市富士見町）

2007年（平成19年）からは、連続立体交差事業による静岡東部拠点第二地区土地区画整理事業に伴う調査が実施されている。この区画整理に伴い、近隣の三芳町遺跡も同時に調査が行われた。
出土品については、1977年（昭和52年）調査の出土品が沼津市教育委員会と加藤学園考古学研究所、1959年（昭和34年）調査の出土品が日本大学三島高等学校に保管されている。

## 伽藍・配置
現在は礎石のみ残されており、当時の伽藍は正確にはわかっていない。最盛期の日吉廃寺は、東西1町・南北2町の面積に伽藍として講堂、金堂、塔、門、回廊塔があったと推定されている。
- 礎石
- 山神社（礎石の東側）
- 日吉廃寺跡の現地看板

## 文化財

### 市指定文化財
日吉廃寺塔址及び礎石
- 塔跡として、出柄式の心礎と礎石が10個復旧保存されている[2]。

### その他の遺構
- 軒丸瓦

奈良県明日香村にある山田寺の瓦と同じ版木を使った瓦で、山田寺系では軒丸瓦の製作技法は、丸瓦の先端を削って、瓦当てへの接着をよくする技法であり、軒瓦の模様が、金堂、講堂、回廊、建物によって微妙な差がある。瓦の出土件数が多く、その中に、単弁八葉蓮華文軒丸という瓦も出土しており、同様の瓦が豪族の私寺にも使われていたことから、有力な豪族に関係する寺と思われる。
- 螺髪[14]。
- 塼仏[WEB 3]

## 関連する遺跡・神社
日吉廃寺があった時期に、周辺で仏教に関係すると推測される古墳が存在している。清水柳北1号墳では周溝から火葬骨を納める石棺が出土しており、また、宮下古墳の副葬品からは仏教文化を取り入れた階層がいたことが推察される 。また、日枝神社は隣接地に相当する。